# خداشناسی جزمی

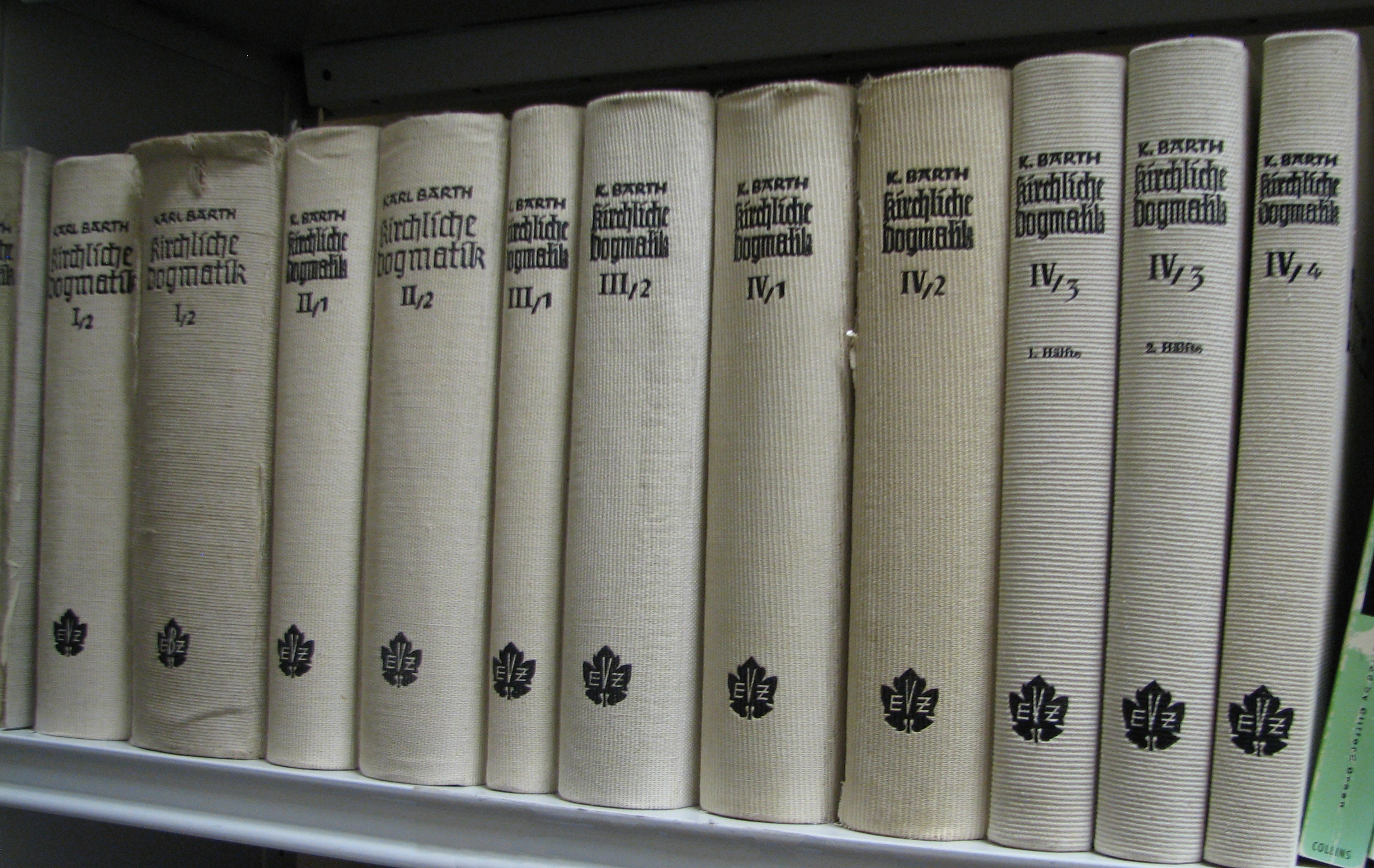
نمونه کتاب: جزم‌شناسی کلیسا، اثر کارل بارت.

خداشناسی جزمی یا الهیات جزمی که جزم‌شناسی نیز نامیده می‌شود، بخشی از خداشناسی است که به حقایق نظری ایمان دربارهٔ خدا و کارهای خدا، به ویژه الهیات رسمی که توسط یک پیکرهٔ سازمان‌یافته کلیسا، مانند کلیسای کاتولیک رومی، کلیسای کلیسای اصلاحی هلند و غیره به رسمیت شناخته شده‌است، می‌پردازد. گاه دفاعیات دینی یا خداشناسی بنیادی را «الهیات جزمی عام» می‌نامند، که خداشناسی جزمی از آن به «خداشناسی جزمی خاص» متمایز می‌شود. با این حال، در کاربرد امروزی، دفاعیات دیگر به عنوان بخشی از خداشناسی جزمی تلقی نمی‌شود، بلکه به رتبه یک علم مستقل رسیده‌است، که عموماً به عنوان مقدمه و پایه الهیات جزمی در نظر گرفته می‌شود.